# الطاقة النووية في باكستان
ابتداءً من عام 2017، وفرت خمس محطات طاقة نووية تجارية الطاقة النووية في باكستان. تُعد باكستان أول دولة مسلمة في العالم تُنشئ محطات طاقة نووية مدنية وتشغلها. تتولى الهيئة الباكستانية للطاقة الذرية، وهي الوكالة العلمية والنووية الحكومية، مسؤولية تشغيل محطات الطاقة هذه. اعتبارًا من عام 2012، شكّلت الكهرباء التي تولدها محطات الطاقة النووية التجارية نحو 3.6 % من الكهرباء المولدة في باكستان، مقارنة بنحو 62% من التي ينتجها الوقود الأحفوري و33% من الطاقة الكهرمائية. لم توقع باكستان على معاهدة حظر الانتشار النووي إلا أنها عضو في الوكالة الدولية للطاقة الذرية. تخطط باكستان لإنشاء 32 محطة طاقة نووية بحلول عام 2050. 

## تاريخيًا
حثّ الأستاذ عبد السلام (الحائز على جائزة نوبل لاحقًا)، بصفته مستشار الرئيس العلمي، الرئيس أيوب خان على إنشاء أول مفاعل نووي تجاري للطاقة النووية في باكستان بالقرب من كراتشي. تُعرف باسم محطة كراتشي للطاقة النووية، وتُعد محطة طاقة تجارية ذات مفاعل صغير من طراز كندو بقدرة 137 ميغاواط، وهو مفاعل ماء ثقيل مضغوط كندي الصنع.
كان بارفيز بوت مدير مشروع إنشاء المحطة، وهو مهندس نووي في الهيئة الباكستانية للطاقة الذرية. بدأت محطة كراتشي للطاقة النووية بالعمل في عام 1972، وافتتحها الرئيس ذو الفقار علي بوتو ورئيس الهيئة الباكستانية للطاقة الذرية منير أحمد خان. تستهلك محطة كراتشي أثناء تشغيلها طاقة مُخفضَة  وتخضع للضمانات الدولية. في عام 1969، تعاقدت الهيئة الفرنسية للطاقة البديلة والذرية وشركة الوقود النووي البريطاني المحدودة مع الهيئة الباكستانية للطاقة الذرية لتوفير محطات معالجة البلوتونيوم ومحطات إعادة المعالجة النووية في باكستان. بموجب الاتفاق، كان مهندسو الهيئة الباكستانية للطاقة الذرية هم المصممون الرئيسيون في محطات الطاقة ومنشآت إعادة المعالجة النووية. بينما وفرت الهيئة الفرنسية للطاقة البديلة والذرية وشركة الوقود النووي البريطاني المحدودة الأموال والمساعدة التقنية والمواد النووية. لم يبدأ العمل بالمشاريع حتى عام 1972، ونتيجة لعملية بوذا المبتسم في الهند –وهي تجربة نووية مفاجئة في عام 1974– ألغت شركة الوقود النووي البريطاني المحدودة المشاريع مع الهيئة الباكستانية للطاقة الذرية. في عام 1974، فُوّض مفاعل البحوث الذرية الباكستانية بالعمل، وكان منير أحمد خان وحفيظ قريشي مدير المشروع. يُعد مفاعل البحوث الذرية الباكستانية مفاعلًا محليًا اُنشئ تحت رعاية مهندسين وعلماء من الهيئة الباكستانية للطاقة الذرية.
في عام 1977، وبسبب الضغوط التي مارسها وزير الخارجية الأميركي هنري كسنجر، ألغت الهيئة الفرنسية للطاقة البديلة والذرية مشاريعها مع الهيئة الباكستانية للطاقة الذرية على الفور. أكمل مهندسو الهيئة الباكستانية منشأة معالجة البلوتونيوم النووية –مختبرات جديدة–ومفاعل البلوتونيوم –مجمع خوشاب النووي– دون تلقي أي مساعدة من المملكة المتحدة وفرنسا. كلا محطتي توليد الطاقة تجاريتين وتديرهما الهيئة الباكستانية للطاقة الذرية. في عام 1989، وقعت جمهورية الصين الشعبية اتفاقًا مع باكستان لتزويد محطة تشاشما للطاقة النووية ذات الـ300 ميغا واط  بموجب ضمانات الوكالة الدولية للطاقة الذرية. في عام 1990، نظرت فرنسا والاتحاد السوفيتي في طلب باكستان المتمثل بتزويد محطات الطاقة النووية التجارية في إطار ضمانات الوكالة الدولية للطاقة الذرية. أُلغيت العقود المبرمة بعد أن أعرب السفير الأمريكي في باكستان، روبرت أوكلي، عن استياء الولايات المتحدة من الاتفاقات القائمة بين الاتحاد السوفيتي وفرنسا. بحلول عام 2000، وسعت الصين نطاق عقدها القائم مع الهيئة الباكستانية للطاقة الذرية وهي بصدد المساعدة حاليًا في بناء محطتي توليد الطاقة الثالثة والرابعة. أُنجزت المحطة الثانية في أبريل 2011. أمرت حكومة باكستان الهيئة الباكستانية للطاقة الذرية بإنشاء محطات للطاقة النووية في الدولة بسبب تزايد الطلب على الكهرباء. وفقًا لهيئة الطاقة الذرية، فإن الهدف هو إنتاج 8800 ميغاواط من الكهرباء بحلول عام 2030. أعلن رئيس الوزراء يوسف رضا الكيلاني عن سياسة الطاقة الوطنية الباكستانية لعام 2010 وقُدّم تقرير الجدوى في الأمانة العامة لرئاسة الوزراء –المقر الرسمي لرئيس وزراء باكستان. تخطط الهيئة حاليًا للإشراف على بناء محطة كراتشي الثانية للطاقة النووية –محطة طاقة بقدرة 1100 ميغاواط– ومحطة كراتشي الثالثة للطاقة النووية –محطة طاقة بقدرة 1100 ميغاواط. في حين أنه كان من المقرر بناء المحطات التجارية محليًا،  أُرجئ العمل الأولي اعتبارًا من عام 2009. في عام 2010، فُوّض مجمع وقود الطاقة النووية بالعمل – وهو محطة إعادة معالجة نووية. ترأست الهيئة الباكستانية للطاقة الذرية أعمال تشييد هذه المنشأة وتصميمها وصيانتها، بينما تولت الصين والوكالة الدولية للطاقة الذرية أعمال التمويل. في 26 نوفمبر 2013، أقام رئيس الوزراء نواز شريف مراسم وضع حجر الأساس لمحطتي توليد الطاقة النووية بسعة مشتركة تبلغ 2200 ميغاواط بالقرب من كراتشي.

## التعاون الدولي

### الصين
كانت الصين من المؤيدين الأقوياء والداعمين الأشداء لبرنامج توليد الطاقة النووية الباكستاني منذ البداية. يعود تاريخ التعاون الصيني الباكستاني إلى سبعينيات القرن العشرين حين زار ذو الفقار علي بوتو الصين للمرة الأولى، بصفته رئيسًا للوزراء. بدأ التفاعل الأكاديمي القوي بين العلماء الصينيين والباكستان في سبعينيات القرن العشرين. في عام 1986، اشترك علماء من مختبرات بحوث خان والمهندسون العسكريون من فيلق المهندسين في الجيش الباكستاني في بناء مصنع لتخصيب اليورانيوم في مقاطعة هانتشونغ في جمهورية الصين الشعبية، وقدموا المساعدة التقنية إلى الصين في مجال تكنولوجيا الطرد المركزي المستخدمة في صناعة الأسلحة النووية الصينية. منذ ثمانينيات القرن العشرين وحتى الوقت الحاضر، تعاقدت الصين مع باكستان على توظيف التكنولوجيا النووية في الأغراض المدنية والكهربائية.
اعتبارًا من العقد المُبرم في عام 1990، تُعد محطة كراتشي للطاقة النووية ثاني محطة نووية تجارية في بنجاب –وهي محطة طاقة بقدرة 325 ميغاواط– تزودها المؤسسة الوطنية النووية الصينية في إطار ضمانات الوكالة الدولية للطاقة الذرية. صَمم معهد شانغهاي للبحوث الهندسية النووية والتصميم الجزء الرئيس من المحطة، على غرار محطة كينشان للطاقة النووية. بدأت محطة الطاقة النووية التجارية عملياتها في مايو 2000. في عام 2005، وسّعت الصين نطاق عقودها مع باكستان، وتعهدت ببناء المزيد من محطات الطاقة النووية في باكستان. بدأ بناء مثيلتها، محطة كراتشي الثانية للطاقة النووية، في ديسمبر 2005. تفيد التقارير بأن تكلفة المشروع بلغت 51.46 مليار روبية باكستانية (860 مليون دولار أمريكي، منها 350 مليون دولار أمريكي ممولة من الصين). أثناء اجتماع مع الوكالة الدولية للطاقة الذرية، جرى التوقيع في عام 2006 على اتفاقية ضمانات بين الهيئة الباكستانية للطاقة الذرية والوكالة الدولية للطاقة الذرية، وكان من المتوقع أن يتم الربط الشبكي في ربيع عام 2011. يجري الوقود المخصب في منشأة مجمع وقود الطاقة النووية الباكستانية، التي تخضع أيضا لضمانات الوكالة الدولية للطاقة الذرية.
في عام 2005، انتهجت الحكومة الباكستانية والصينية خطة لأمن الطاقة، الأمر الذي دعا إلى زيادة هائلة في قدرة توليد الطاقة إلى أكثر من 160 ألف ميغا واط بحلول عام 2030. واعتزمت حكومة باكستان رفع القدرة النووية إلى 8800 ميغاواط، منها 900 ميغاواط بحلول عام 2015، و1500 ميغاواط أخرى بحلول عام 2020.